# Zdeněk Němec
Zdeněk Němec (* 14. dubna 1970) je bývalý český fotbalista.

## Fotbalová kariéra
V české fotbalové lize hrál za AC Sparta Praha. V české lize nastoupil v 1 utkání, působil v rezervním týmu. Se Spartou získal v roce 1994 mistrovský titul.

## Ligová bilance
| Ročník                          | Zápasy | Góly | Klub            |
| ------------------------------- | ------ | ---- | --------------- |
| 1. česká fotbalová liga 1993/94 | 1      | 0    | AC Sparta Praha |
| CELKEM                          | 1      | 0    |                 |